# Plače
Plače falu Szlovéniában, a Goriška statisztikai régióban, a Vipava-völgyben. Közigazgatásilag Ajdovščinához tartozik. A falu Male Žablje és Vipavski Križ együtt alkotják Vipavski Križ helyi községet.

## Fordítás
- Ez a szócikk részben vagy egészben  a   Plače című angol Wikipédia-szócikk ezen változatának fordításán alapul.  Az eredeti cikk szerkesztőit annak laptörténete sorolja fel. Ez a jelzés csupán a megfogalmazás eredetét és a szerzői jogokat jelzi, nem szolgál a cikkben szereplő információk forrásmegjelöléseként.